# Hany Abu-Assad

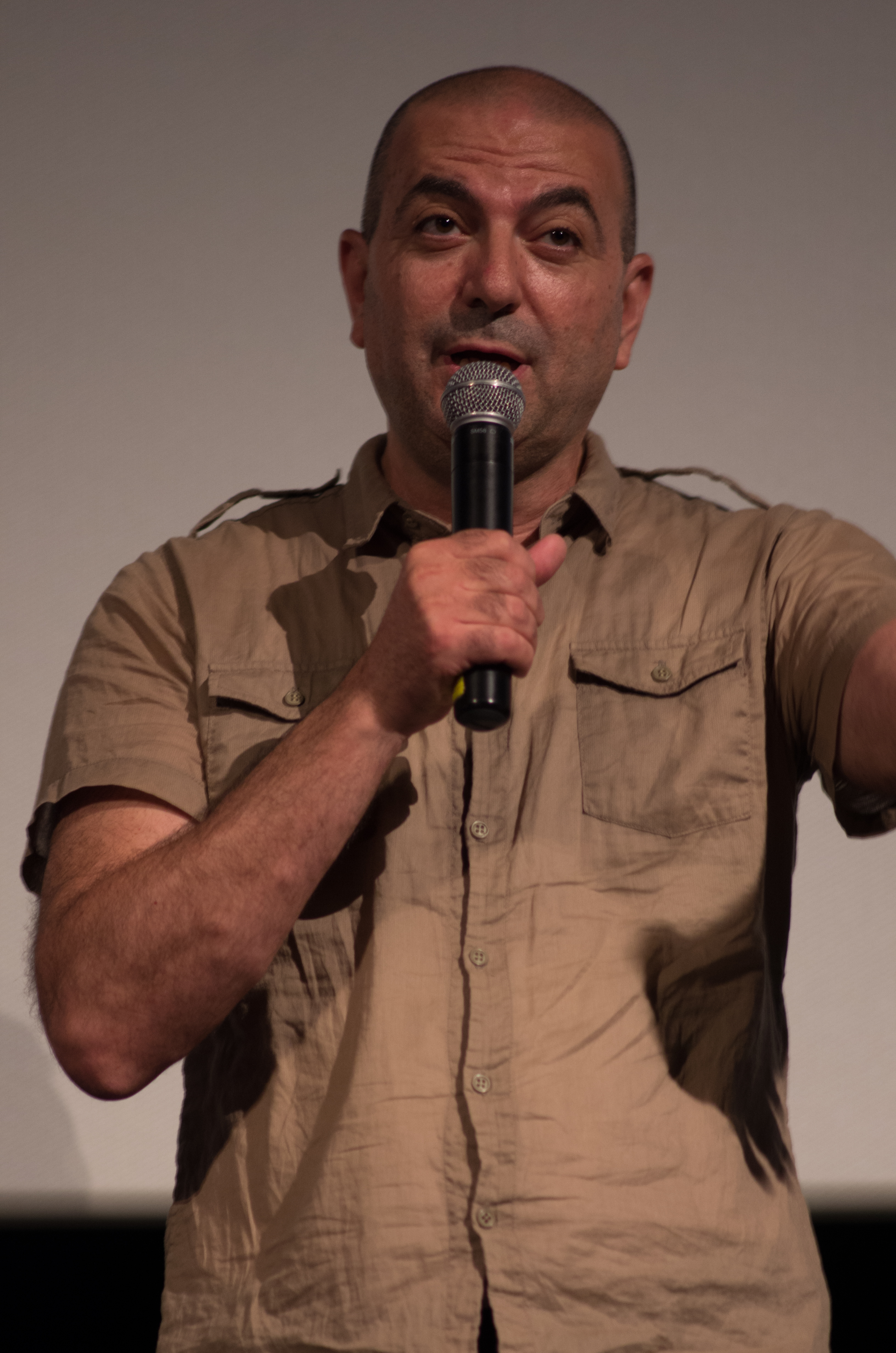
Hany Abu-Assad

Hany Abu-Assad (Arabisch: هاني أبو أسعد) (Nazareth, 11 oktober 1961) is een Nederlands-Palestijns filmregisseur. Zijn film Paradise Now, over twee Palestijnse jongens die een zelfmoordaanslag in Israël voorbereiden, werd in 2006 genomineerd voor een Oscar. In 2013 zou Abu-Assad opnieuw een Oscar-nominatie krijgen voor de film Omar.

## Levensloop
Abu-Assad werd geboren in Nazareth en kwam in 1980 naar Nederland. Na zijn ingenieursstudie vliegtuigtechniek in Haarlem - een studie die hij in Israël als Palestijn nooit had kunnen volgen - werkte hij enkele jaren als vliegtuigbouwkundig ingenieur. Tijdens zijn stage werkte hij bij Fokker. Daar werd hij na twee weken ontslagen - volgens zijn stagebeleider - omdat men zijn Arabisch-Israëlische afkomst verkeerd had begrepen. Hij was een Palestijnse Israëli en geen Joodse, zoals men dacht. Hij ging vervolgens werken bij Lantor in Veenendaal voor twee jaar. In diezelfde periode was hij getrouwd en gescheiden.
Abu-Assad begon in de wereld van film en televisie als producer. Hij startte, samen met de Palestijnse regisseur Rashid Masharawi, in Palestina de onderneming Ayloul Film Productions in 1990 op. Hij was assistent-regisseur van programma's die te maken hadden met immigranten zoals Dar O Dour voor Channel 4 en Long days in Gaza (Ayyam taweela fi Gaza) voor de BBC, de regie was in handen van Rashid Masharawi. In 1991 maakte hij zijn regiedebuut met de documentaire To Whom It May Concern waarin twee Palestijnse jongens vertellen waarom ze zo voor de Golfoorlog zijn. In 1992 maakte hij zijn eerste eigen korte film getiteld Huis van Papier in samenwerking met de NOS. De film volgde een Palestijnse jongen die een droomhuis wil bouwen voor zijn ouders nadat hun ouderlijk huis vernietigd was. Een jaar later produceerde hij de film Hatta Ishaar Akhar geregisseerd door Rashid Masharawi. In 1998 opende het Nederlands Filmfestival met zijn eerste lange speelfilm Het 14e kippetje. Deze film, naar het script van Arnon Grunberg, werd geen commercieel succes. In 2000 richtte hij samen met Bero Beyer productiemaatschappij Augustus Film op. In 2002 volgde zijn tweede lange film Rana's Wedding, over een Palestijnse vrouw in Jerusalem die voor vier uur die dag probeert te trouwen. De film werd mede mogelijk gemaakt door het Palestijns Film Fonds van het Ministerie van Cultuur van de Palestijnse Autoriteit.
Na het succes van de film  Paradise Now, waarin het leven van twee zelfmoordterroristen wordt gevolgd voor aanvang van hun daad, vertrok hij naar de Verenigde Staten met zijn vriendin. Daar bereidde hij voor op het maken van de film met de werktitel L.A. Caïro over een Egyptische acteur die een kleine rol krijgt in een film van Steven Spielberg. In 2012 kwam de film The Courier uit met Jeffrey Dean Morgan en Mickey Rourke, een film die hij zelf betitelde als zijn slechtste film ooit. Mickey Rourke zou soms zo dronken op de set verschijnen dat zijn assistente hem moest souffleren. In 2013 kwam zijn film Omar uit, vertoond in de sectie Un certain regard op het Filmfestival van Cannes van 2013, waar deze de speciale juryprijs ontving. In 2013 werd ook Omar genomineerd voor een Oscar in de categorie "Beste buitenlandse film".
In 2007 was hij te gast in het Nederlandse avondvullende tv-praatprogramma Zomergasten.

## Films/documentaires
- Liman yahumuhu al-amr (1991) ook wel bekend als To Whom It May Concern (korte film/documentaire)
- Bayt min Waraq of Huis van Papier (1992) ook wel bekend als Paper House, House of Cards (korte film)
- Hatta Ishaar Akhar (1994) ook wel bekend als Curfew (als producent)
- De dertiende (1997) (korte film)
- Het 14e kippetje (1998) (naar een script van Arnon Grunberg)
- Nazareth 2000 (2000) (korte film)
- Ford Transit (2002) (Werd uiteindelijk niet uitgezonden door de VPRO, toen bleek dat deze documentaire gedeeltelijk gescript en geacteerd was. Abu-Assad had hier tegen de VPRO nooit iets over gezegd.)
- Rana’s Wedding (2002) ook wel bekend als al-Quds fi Yawm Akhar of Jerusalem, Another day
- Paradise Now (2005) (Kreeg een Oscar-nominatie 2006 in de categorie "Beste Niet-Engelstalige Film", het was ook de eerste film ooit die door de Palestijnse autoriteiten werd ingezonden voor de Academy Awards.)
- The Courier (2012)
- Omar (2013)
- Ya tayr el tayer (The Idol) (2015)
- The Mountain Between Us (2017)
- Huda's Salon (2021) (vanaf mei 2022 in de Nederlandse bioscoop)

### Prijzen (onvolledige selectie)
- Gold Pyramid op het filmfestival van Caïro voor Curfew
- Fipresci Jury Award op het Thessaloniki Film Festival 2003 voor Ford Transit
- 2003 Nestor Almendros Award op het Human Rights Film Festival in New York voor Ford Transit
- Spirit of Freedom Award 2003 op het International Jerusalem Film Festival voor Ford Transit
- Ulysses Award for Best Documentary op het 25ste Mediterranean Film Festival van Montpellier voor Ford Transit
- Sergio Vieira de Mello Award op het 2e International Film Festival on Human Rights in Geneve voor Ford Transit (2004)
- Golden Antigone op het Mediterranean Film Festival van Montpellier voor Rana's Wedding
- Golden Anchor Award op het Haifa International Film Festival voor Rana's Wedding
- Gouden Kalf voor beste speelfilm Paradise Now
- Golden Globe (2006) als Beste Niet-Engelstalige Film Paradise Now
- European Film Award for Best Screenplay voor Paradise Now
- Prix spécial du jury - Un Certain Regard (2013) op het Cannes Film Festival voor Omar